# Oduduwa
| Farben | Weiß |
| Zahlen |      |

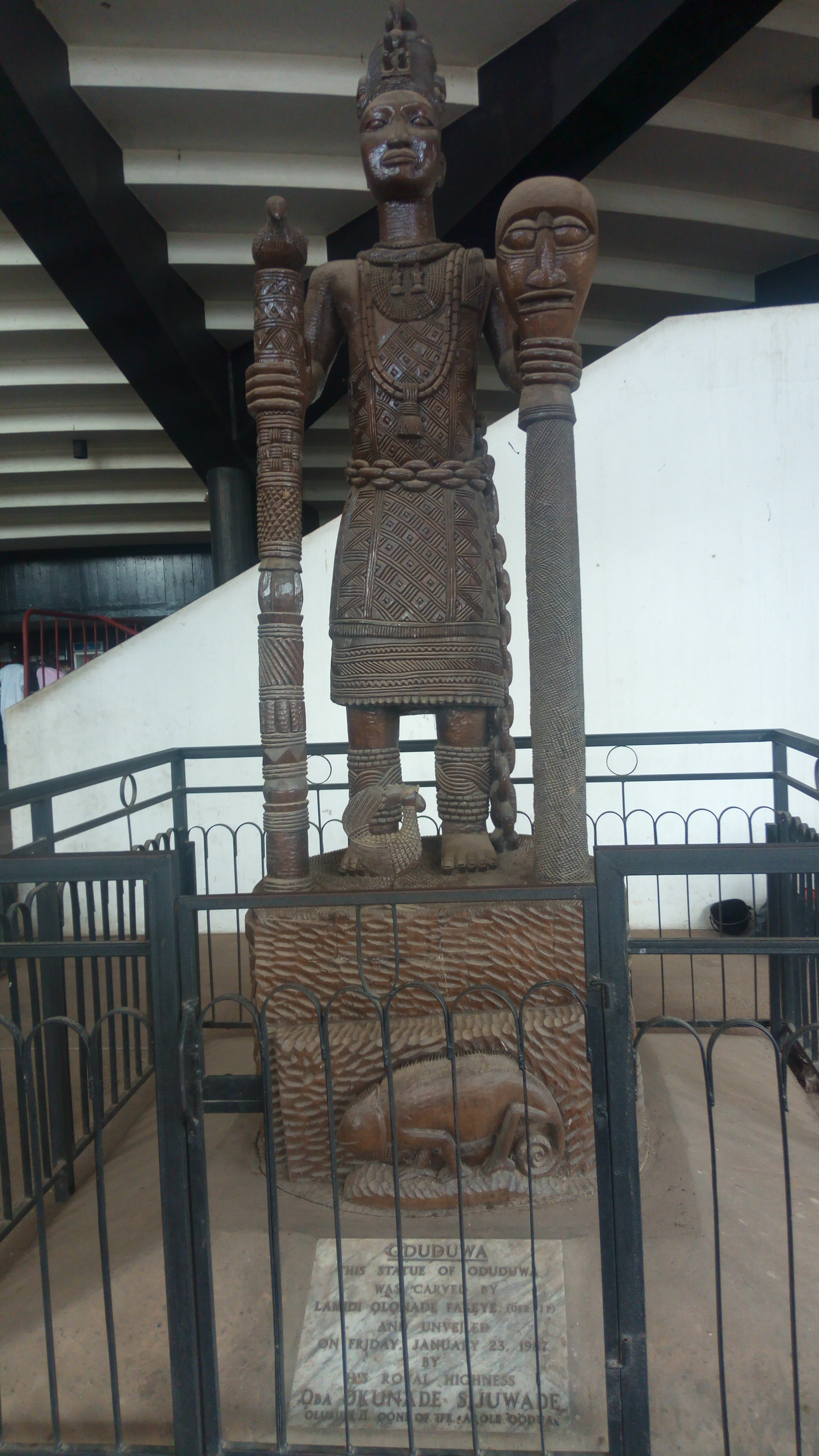
Oduduwa-Statue in Ile-Ife.

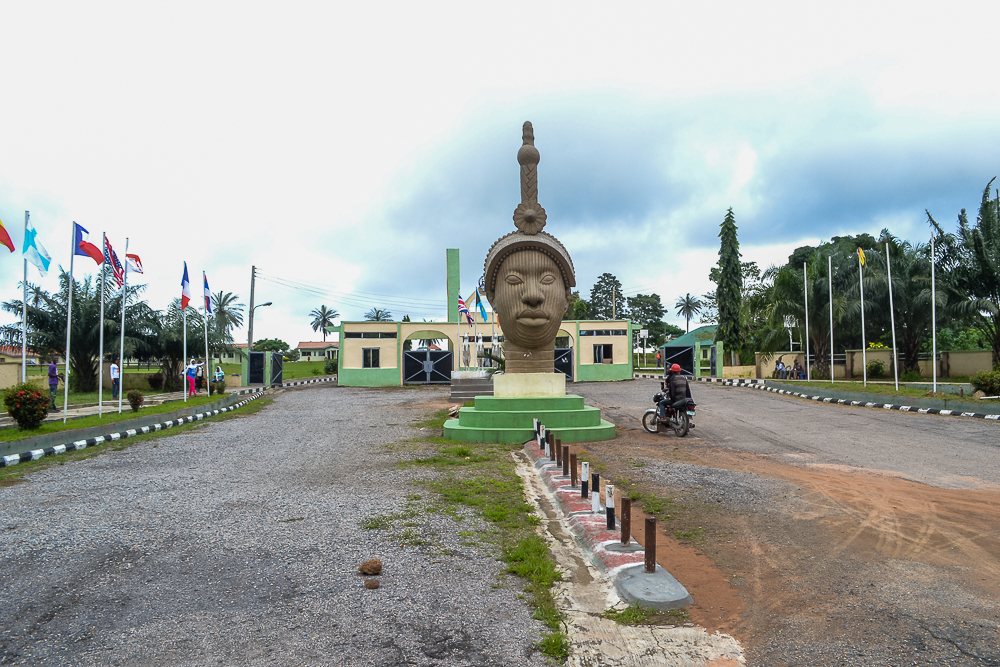
Oduduwa-Kollosalkopfstatue

Oduduwa (Odùduwà, Oòduà, O'odua, Oodua) ist der erste König von Ile-Ife und Ahnvater der Yoruba, der sich nach seiner Gottheit Oduduwa benannte. 
Die Herkunft von Oduduwa ist ein Mysterium. Mythologisch ist er der erste Mensch. Eine andere Yoruba Tradition besagt, dass er aus Mekka geflohen sei. Nach seinem Tod wurde sein jüngster Sohn Oranmiyan, der auch erster König in Benin war, sein Nachfolger.
In der Religion der Yoruba löste er Obatala bei seiner Weltschöpfung ab, nachdem dieser in Trunkenheit Missbildungen geschaffen hatte. Dementsprechend wird Oduduwa in Ife auch als männliche, in anderen Königreichen der Yoruba aber als weibliche Gottheit verehrt.

## Bibliographie
- W. Bascom: The Yoruba of Southwestern Nigeria. New York, 1969.
- J. S. Ojuade: The Issue of „Oduduwa“ in Yoruba Genesis: The Myths and Realities. In: Transafrican Journal of History, 21 (1992), 139–158.
- A. Obayemi: The Yoruba and Edo-speaking Peoples and Their Neighbors Before 1600 AD. In: J. Ajayi & M. Crowder (Hrsg.): History of West Africa, Band I, Harlow, 1985, 255–322.